# I Sung-hun
I Sung-hun (korejsky 이승훈, anglický přepis: Lee Seung-hoon; * 6. března 1988 Soul) je jihokorejský rychlobruslař a bývalý shorttrackař.
Zpočátku se věnoval short tracku, ve kterém získal na mistrovstvích světa několik medailí. V roce 2009 se rozhodl přejít ke klasickému rychlobruslení. Na prvních mezinárodních závodech startoval na podzim 2009 ve Světovém poháru a již na Zimních olympijských hrách 2010 získal cenné kovy – zlatou medaili v závodě na 10 000 m a stříbro na poloviční distanci, s jihokorejským týmem navíc skončil pátý ve stíhacím závodě družstev. Na Mistrovství světa na jednotlivých tratích 2011 vybojoval na trati 5000 m stříbrnou medaili, na Asijských zimních hrách toho roku vyhrál desetikilometrovou trať a závod s hromadným startem, v závodě družstev byl druhý. Z MS 2013 si přivezl stříbrnou medaili ze závodu družstev, v individuálních startech byl nejlépe čtvrtý na distanci 10 km. Zúčastnil se zimní olympiády 2014, kde v závodě na 5000 m obsadil 12. místo, na trati 10 000 m skončil čtvrtý a ve stíhacím závodě družstev vybojoval stříbrnou medaili. Na Mistrovství světa 2015 získal s jihokorejským týmem ve „stíhačce“ bronz. Ve Světovém poháru dosáhl v sezóně 2014/2015 celkového prvenství v závodech s hromadným startem a ve stíhacích závodech družstev. Z MS 2016 si přivezl zlatou medaili ze závodu s hromadným startem. V sezóně 2016/2017 vyhrál v celkové klasifikaci Světového poháru v závodech s hromadným startem. Startoval také na Zimních olympijských hrách 2018, kde v závodě na 5000 m skončil na 5. místě, na trati 10 km se umístil na 4. příčce, ve stíhacím závodě družstev obhájil stříbrnou medaili a závod s hromadným startem vyhrál. Ze ZOH 2022 si přivezl bronzovou medaili ze závodu s hromadným startem, kromě toho byl šestý ve stíhacím závodě družstev. Na Mistrovství čtyř kontinentů 2023 vybojoval stříbrné medaile na distanci 5 km a v závodě s hromadným startem.